# Operazione Antica Babilonia
L'operazione Antica Babilonia, talvolta nota anche come Missione Antica Babilonia, o Missione in Iraq, è il nome in codice dell'operazione italiana denominata di mantenimento della pace durante la guerra di Iraq, iniziata nel luglio 2003 e terminata nel dicembre 2006.

## L'invio dei militari e gli scopi dell'operazione
Nel mese di marzo 2003 inizia l'operazione Iraqi Freedom (OIF), o seconda guerra del golfo, da parte di una coalizione composta principalmente degli eserciti britannico e statunitense e da altri Stati. Il 1º maggio 2003 la guerra è ufficialmente finita, anche se di fatto gli eserciti stranieri non hanno mai avuto il controllo pieno del territorio, subendo gravi perdite inflitte dalla resistenza irachena e da attacchi terroristici.
La risoluzione ONU 1483  del 22 maggio 2003 approvata dal Consiglio di sicurezza delle Nazioni Unite, invita tutti gli Stati a contribuire alla rinascita dell'Iraq, favorendo la sicurezza del popolo iracheno e lo sviluppo della nazione.
L'Italia partecipa attraverso la missione "Antica Babilonia" fornendo forze armate dislocate nel sud del Paese, con base principale a Nassiriya, sotto la guida inglese.
ll 15 aprile 2003 le Camere, mediante l'approvazione di risoluzioni, hanno autorizzato il governo ad effettuare una missione militare in Iraq (denominata Antica Babilonia) con scopi di carattere umanitario. L'autorizzazione parlamentare è intervenuta ancor prima dell'adozione della risoluzione 1483 e in una fase in cui non era ancora emersa con chiarezza la difficoltà di controllo del territorio da parte delle autorità occupanti e delle autorità irachene.
La missione italiana è iniziata il 15 luglio 2003 ed è un'operazione militare con finalità di peacekeeping (mantenimento e salvaguardia della pace), che ha i seguenti obiettivi:
- ricostruzione del "comparto sicurezza" iracheno attraverso l'assistenza per l'addestramento e l'equipaggiamento delle forze, a livello centrale e locale, sia nel contesto della NATO sia sul piano bilaterale;
- creazione e mantenimento della necessaria cornice di sicurezza;
- concorso al ripristino di infrastrutture pubbliche ed alla riattivazione dei servizi essenziali;
- rilevazioni radiologiche, biologiche e chimiche;
- concorso all'ordine pubblico;
- polizia militare;
- concorso alla gestione aeroportuale;
- concorso alle attività di bonifica, con l'impiego anche della componente cinofila;
- sostegno alle attività dell'ORHA;
- controllo del territorio e contrasto alla criminalità.

## Il Battaglione di manovra durante la battaglia dei ponti
In seguito all'attentato del 12 novembre 2003 alla base "Maestrale", la situazione a Nassiriya del contingente di pace Italiano cambiò, incominciò a farsi sentire più presente nella provincia di Dhi Qar, atto non gradito alle varie fazioni ostili che operavano nella zona, nella fattispecie della fazione di Muqtada al-Sadr e al suo esercito del Mahdi, gruppo che si riteneva principalmente coinvolto nell'attentato ai carabinieri alla base "Maestrale".
Alle ore 4:00 del 06/04/2004 il contingente di terra italiano, ovvero tre compagnie dell'11° Rgt bersaglieri, uno squadrone del Savoia Cavalleria e varie componenti logistiche della brigata Ariete, uscirono dal complesso "White Horse" per andare a presidiare i ponti di accesso a Nassyriya: "Alpha", "Bravo", "Charlie".
Le unità che furono coinvolte in questo scontro furono ingaggiate a fuoco per 18 ore, il più lungo conflitto a fuoco che abbia coinvolto italiani dalla seconda guerra mondiale, motivo per cui l'11º Reggimento bersaglieri ricevette la croce di guerra al valor militare, per le manovre svolte sui tre ponti in quei giorni della missione Antica Babilonia III.

## La partecipazione della Marina Militare

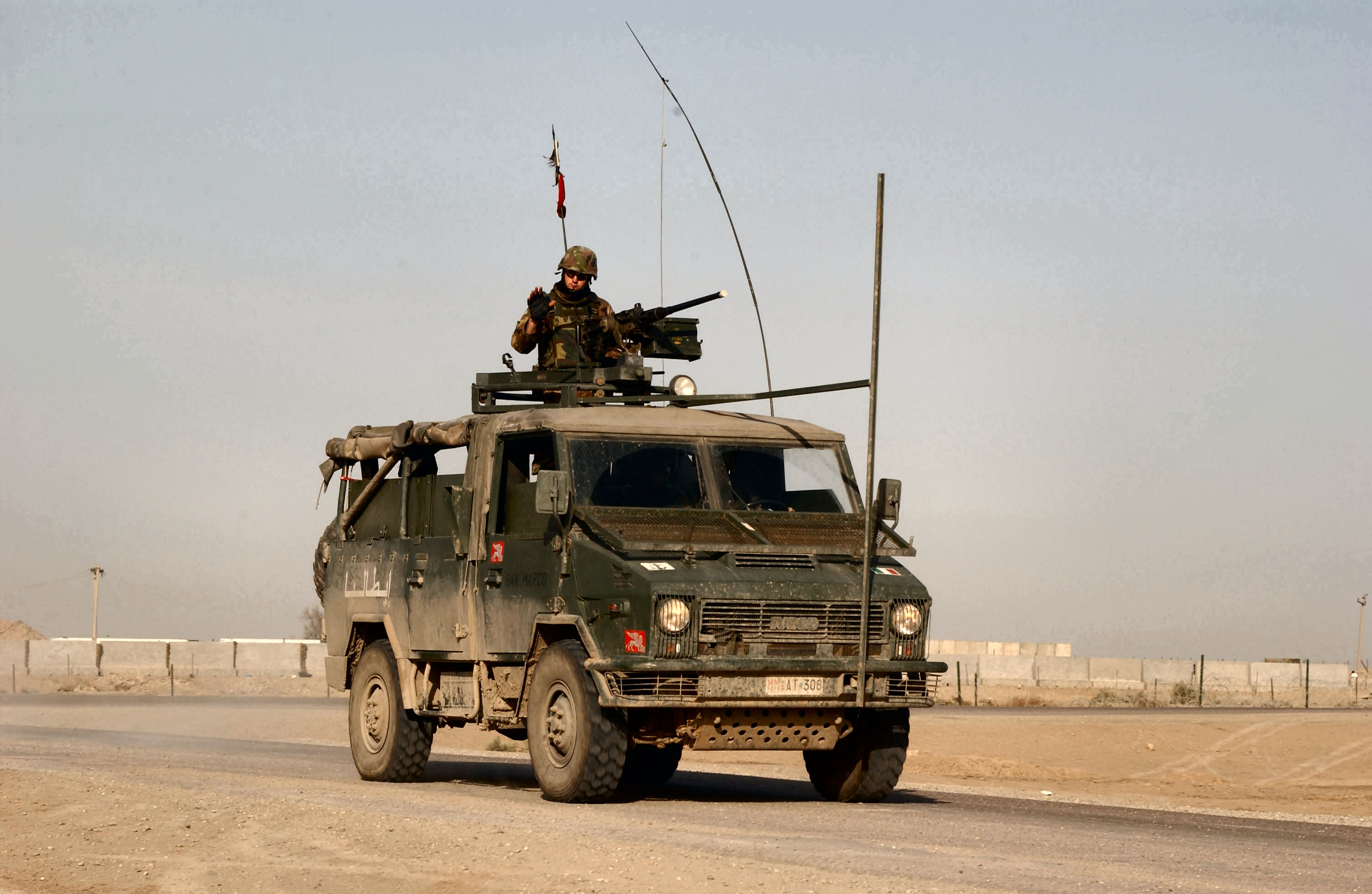
Mezzo Iveco del Reggimento San Marco in Iraq

La Marina Militare ha fatto operare un piccolo contingente nel golfo Persico da maggio a novembre 2003 costituito da un pattugliatore e due cacciamine cui si è aggiunta in un secondo momento la nave anfibia San Giusto. Le navi italiane avevano compiti di pattugliamento e di bonifica delle acque dalle mine navali.
Sin dal 19 febbraio 2003 il pattugliatore Comandante Cigala Fulgosi era partito dal Porto della Spezia insieme ai cacciamine Chioggia e Viareggio per una crociera addestrativa nel Mar Arabico. Il 29 maggio 2003 il gruppo è stato ridislocato nel golfo Persico e dal 3 giugno ha operato per la sicurezza del traffico navale nella zona affiancato dal 5 luglio dalla nave anfibia San Giusto con una compagnia del Reggimento San Marco, una componente idrografica per i rilievi della zona d'operazione, personale medico in grado di attivare un supporto sanitario pari ad un ospedale di medio-alto livello, una componente del Corpo delle capitanerie di porto per le attività di controllo al traffico mercantile incluse le ispezioni sulle navi d'interesse. Nave San Giusto è stata unità di supporto alla componente elicotteri della marina che ha operato con 3 SH3D.
La Nave Comandante Fulgosi ha continuato nella missione fino al 29 giugno, rientrando alla Spezia il 19 luglio, mentre i due cacciamine hanno proseguito nella loro missione fino al 20 luglio e Nave "San Giusto" fino al 25 novembre, con la compagnia del Reggimento San Marco che ha continuato a partecipare alla missione fino al 29 maggio 2004 fornendo supporto C3 al contingente italiano.
Le altre unità della Marina Militare hanno partecipato nell'ambito della lotta al terrorismo internazionale inquadrate nel contingente internazionale EUROMARFOR.

## La partecipazione del Corpo Militare della Croce Rossa Italiana
Nell'ambito della missione il Corpo Militare della Croce Rossa Italiana ha garantito:
- lo schieramento di un modulo di chirurgia e terapia intensiva, con relativo personale, a completamento dell'ospedale da campo (Role 2+) della sanità dell'Esercito, dislocato presso la base militare "Family Quarter";
- lo schieramento di un nucleo sanitario (Role 1+), con relativo personale e completo di strutture logistiche di supporto, a sostegno del comando del contingente militare italiano, presso la base militare "White Horse";
- la fornitura di ulteriore personale sanitario specialistico per il completamento dell'organico del predetto Role 2+.
- l'attivazione di un servizio ambulanze di tipo militare, denominato "Blue Light Matrix", completo di equipaggi, per garantire interventi sanitari nell'area di responsabilità del contingente militare italiano;
- l'impiego di un team sanitario per incidenti maggiori e del personale di supporto alla sala operativa del comando del contingente militare italiano;
- l'utilizzo di due potabilizzatori per la produzione di acqua potabile a favore del contingente multinazionale.
In 1 215 giorni di permanenza in territorio iracheno sono stati 1 054 uomini tra ufficiali, sottufficiali e militari di truppa del Corpo Militare CRI e 265 Infermiere Volontarie CRI impegnati per garantire i concorsi sanitari e logistici richiesti.
Il compito del Corpo non si è limitato alla sola attività di carattere sanitaria a favore del contingente. Da non dimenticare è l'impegno profuso da tutto il personale negli interventi sanitari a favore della popolazione, nella raccolta e distribuzione di aiuti umanitari, nell'assistenza ai pazienti ed ai relativi accompagnatori inviati in Italia per interventi e cure mediche. La base militare di White Horse con il nucleo sanitario del Corpo Militare CRI è stata il teatro nella quale sono state eseguite oltre 1500 prestazioni sanitarie ai civili ogni anno. Sulla base delle segnalazioni ricevute e delle informazioni assunte sono state eseguite anche visite domiciliari nella città di Nassiriya e nei villaggi del governatorato di Dhi Qar. L'operazione "Hospital Support" è stata pianificata per consentire la proiezione di personale qualificato dalle basi a tutto il territorio del governatorato. Molti civili iracheni sono stati ricoverati presso l'ospedale da campo militare italiano. Dopo il mese di gennaio 2005, con il progredire del buon esito della missione, le visite nei villaggi del governatorato, con il necessario cordone di sicurezza, sono state oltre 2 000 Gli aiuti umanitari raccolti e distribuiti durante la missione ammontano a circa 750 000 euro. Con una presenza media di circa 50 militari CRI, si sono avvicendati 246 medici, 245 infermieri, 46 tecnici sanitari e 517 tra logisti e addetti alle funzioni di comando e di sala operativa.
Non meno importante il contributo assicurato sul territorio nazionale da centinaia di militari CRI per il supporto organizzativo e per l'assistenza ai pazienti e ai relativi accompagnatori inviati dall'Iraq per cure mediche nelle varie Regioni.
Per l'assolvimento dei compiti affidagli, il Corpo Militare CRI ha impiegato propri materiali e automezzi, tra i quali:
- strutture abitative di tipo 1C con attrezzature sanitarie per chirurgia e terapia intensiva;
- tende per uso sanitario, con relative attrezzature sanitarie;
- tende per alloggi e servizi vari;
- strutture logistiche e sanitarie di supporto (WC e docce campali, gruppi elettrogeni, produttore di ossigeno terapeutico, ecc.);
- strutture per la decontaminazione di feriti;
- ambulanze militari 4x4 (delle quali 4 protette);
- autovetture da ricognizione e Veicoli Multiruolo;
- pulmini;
- autocarri medi e pesanti con gru o con sistemi scarrabili;
- potabilizzatori medi veicolari.
Risorse consistenti, che rendono ben chiaro quale sia stata la dimostrazione di professionalità e capacità operativa messa in atto da tutto il personale del Corpo, coordinato dal Col. com. CRI Alessandro M. Polverisi, all'epoca viceispettore nazionale.
La missione del Corpo Militare CRI in Iraq si è conclusa il 21 novembre 2006.
Molte sono le vicende, anche quelle più tragiche, vissute dai nostri uomini che si sono succeduti in teatro operativo.
Oltre i numeri, oltre i grandi risultati, quello che rimane tra il personale è il ricordo di una missione nella quale il sacrificio e la dedizione hanno permesso di dimostrare anche fuori dai confini nazionali l'alta professionalità e il grande valore di tutti i militari del Corpo impiegati. Si è fatto tesoro dell'esperienza irachena, come di tutte le altre missioni, ma il fatto di stare fianco a fianco con i militari italiani e di condividere con loro anche i momenti più scuri di questa missione ha esaltato le virtù ed il valore di uomini che sanno lavorare in silenzio e con il loro lavoro servono la Patria e la Croce Rossa.

## I reparti

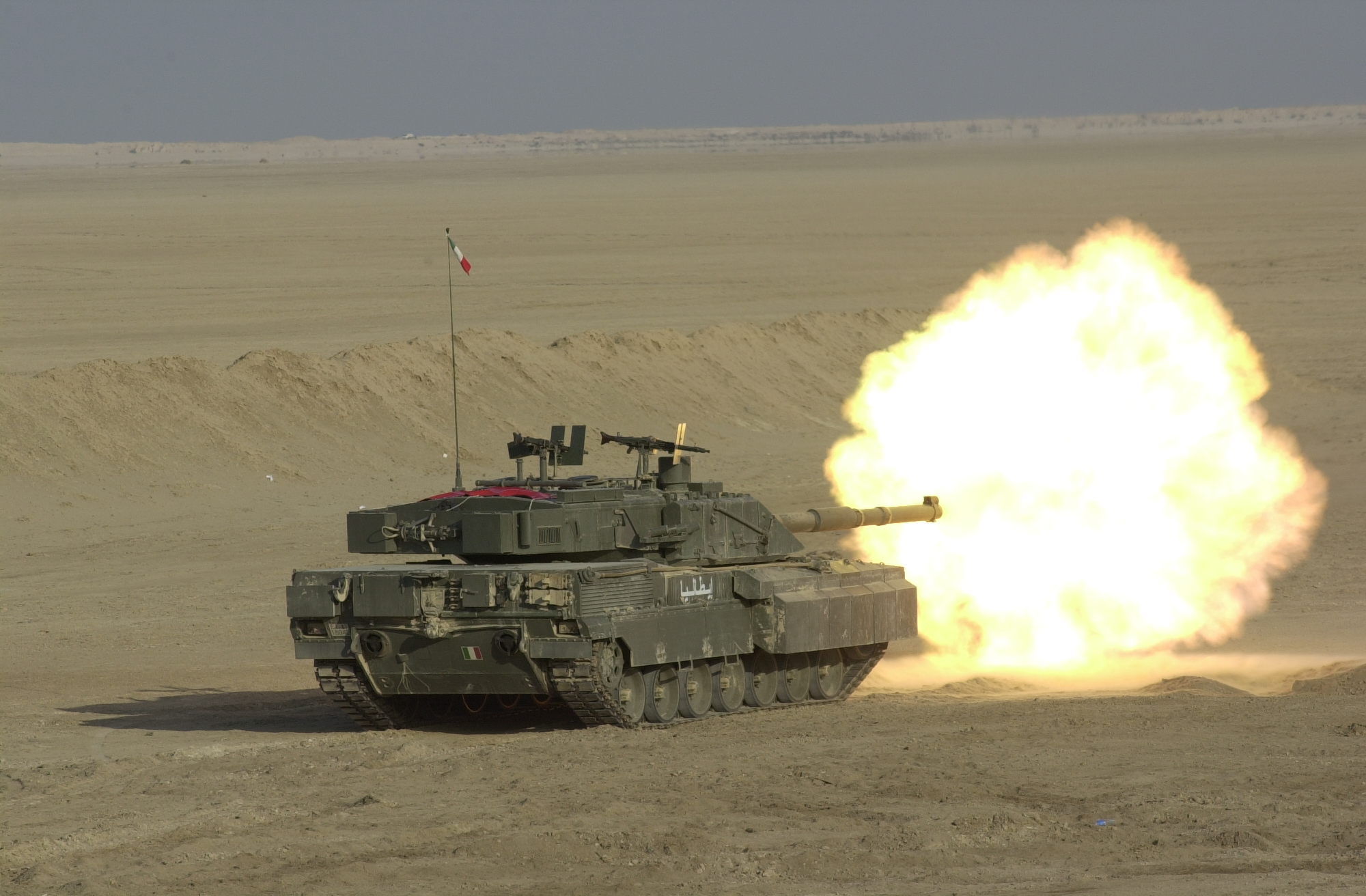
Carro armato principale del 132º Reggimento carri armati Ariete durante un'esercitazione in Iraq nel 2006.

### Brigate
Turnazione delle brigate che hanno partecipato alla missione:
- 2ª Brigata Mobile Carabinieri  Missione Antica Babilonia (presente per tutta la durata della missione)
- Brigata bersaglieri "Garibaldi" Missione Antica Babilonia "1": inizio operazione
- Brigata meccanizzata "Sassari" Missione Antica Babilonia "2"
- Brigata corazzata "Ariete" Missione Antica Babilonia "3"
- Brigata di cavalleria "Pozzuolo del Friuli" Missione Antica Babilonia "4"
- Brigata aeromobile "Friuli" Missione Antica Babilonia "5"
- Brigata bersaglieri "Garibaldi" Missione Antica Babilonia "6"
- Brigata paracadutisti "Folgore" Missione Antica Babilonia "7"
- Brigata corazzata "Ariete" Missione Antica Babilonia "8"
- Brigata meccanizzata "Sassari" Missione Antica Babilonia "9"
- Brigata bersaglieri "Garibaldi" Missione Antica Babilonia "10": fine operazione

## Il dislocamento
I soldati italiani ed i fucilieri del San Marco furono schierati nel sud sciita, un'area relativamente tranquilla rispetto alle province sunnite e alla capitale Baghdad; la principale sede del contingente era la città di Nāsiriyya, capoluogo della provincia di Dhi Qar, dove l'italiana Barbara Contini fu posta dall'autorità provvisoria della coalizione (CPA) a capo dell'amministrazione civile incaricata della ricostruzione.
Ciò non evitò che il 12 novembre 2003 i soldati italiani fossero oggetto degli attentati di Nassiriya, nei quali 19 dei 23 morti furono italiani, militari e civili.

## La strage
Il 12 novembre 2003 avviene il primo grave attentato di Nassiriya.
Alle ore 10:40 ora locale (UTC +03:00), le 08:40 in Italia, un camion cisterna pieno di esplosivo scoppiò davanti alla base militare italiana, presidiata dai Carabinieri della Multinational Specialized Unit, provocando l'esplosione del deposito munizioni della base e la morte di diverse persone tra militari e civili. Il tentativo di Andrea Filippa, di guardia all'ingresso della base "Maestrale", di fermare, con il mitragliatore pesante in dotazione, i due attentatori suicidi che erano alla guida del camion risulta vano, anzi, gli attentatori risposero al fuoco con i Kalashnikov. I primi soccorsi furono prestati dalla nuova polizia irachena e dai civili del luogo. Nell'esplosione rimase coinvolta anche la troupe del regista Stefano Rolla che si trovava sul luogo per girare un documentario sui soldati italiani in missione.

### Vittime
Le vittime italiane della strage del 12 novembre 2003 furono 19, di cui 12 appartenenti all’arma dei Carabinieri, 5 dell’Esercito Italiano e 2 civili.
Arma dei Carabinieri:
- Maresciallo capo Massimiliano Bruno, promosso a maresciallo aiutante s. UPS, croce d'onore alla memoria; medaglia d'oro di benemerito della cultura e dell'arte.
- Vicebrigadiere Giuseppe Coletta, promosso a brigadiere, croce d'onore alla memoria.
- Maresciallo aiutante s. UPS Giovanni Cavallaro, promosso a sottotenente, croce d'onore alla memoria.
- Appuntato Andrea Filippa, promosso appuntato scelto, croce d'onore alla memoria.
- Maresciallo aiutante s. UPS Enzo Fregosi, promosso a sottotenente, croce d'onore alla memoria.
- Maresciallo ordinario Daniele Ghione, promosso a maresciallo capo, croce d'onore alla memoria.
- Vicebrigadiere Ivan Ghitti, promosso a brigadiere, croce d'onore.
- Appuntato scelto Domenico Intravaia, promosso a vicebrigadiere, croce d'onore alla memoria.
- Carabiniere Horacio Majorana, promosso a appuntato, croce d'onore alla memoria.
- Maresciallo aiutante s. UPS Filippo Merlino, promosso a sottotenente, croce d'onore alla memoria.
- Maresciallo capo Alfio Ragazzi, promosso a maresciallo aiutante s. UPS, croce d'onore alla memoria; Medaglia d'oro di benemerito della cultura e dell'arte.
- Maresciallo aiutante s. UPS Alfonso Trincone, promosso a sottotenente, croce d'onore alla memoria.

Esercito Italiano:
- caporal maggiore Alessandro Carrisi, promosso a 1º caporal maggiore, croce d'onore alla memoria;
- 1º caporal maggiore Emanuele Ferraro, promosso a caporal maggiore scelto, croce d'onore alla memoria.
- Tenente Massimo Ficuciello, promosso a capitano, croce d'onore alla memoria.
- Maresciallo ordinario Silvio Olla, promosso a maresciallo capo, croce d'onore alla memoria.
- Caporale Pietro Petrucci, promosso a caporal maggiore, croce d'onore alla memoria.

Civili italiani:
- Marco Beci, cooperatore internazionale.
- Stefano Rolla, regista.

## La battaglia dei ponti
A Nassiriya, pochi mesi dopo l'attentato del 12 novembre 2003, dal 6 aprile alla fine di maggio 2004, si svolsero diverse battaglie tra le truppe italiane e l'Esercito del Mahdi; i militari italiani furono impegnati nella città in diversi scontri, in cui vennero sparati oltre 30 000 proiettili, per il controllo di tre ponti che permettono il passaggio del fiume, nel quale furono feriti lievemente undici bersaglieri; le perdite irachene furono pesanti (sui 200), tra cui sembra una donna e due bambini, e altrettanti feriti. In Italia sono note genericamente come Battaglia dei ponti di Nassiriya, anche se ci si riferisce a tre episodi diversi con scontri tra centinaia di soldati italiani da un lato e numeri simili o superiori di miliziani dall'altro; in particolare nella seconda battaglia avvenuta nella notte del 6 aprile furono impiegati circa 500 militari italiani ed un migliaio di miliziani; l'obiettivo era originariamente costituito da tutti e tre i ponti, ma visto l'assembramento di donne e bambini tra i miliziani sul terzo ponte, gli italiani non intrapresero nessuna azione per attraversarlo, rimanendo a presidiare solo una sponda. Per l'occasione, denominata operazione Porta Pia, vennero impegnate varie compagnie di diversi reparti tra cui l'XI reggimento bersaglieri, una compagnia del battaglione San Marco, uno squadrone di blindo pesanti Centauro del Savoia cavalleria, i carabinieri del Gis e i paracadutisti (carabinieri, ma inquadrati fino al 2002 nella Brigata Folgore) del reggimento Tuscania. Durante il combattimento, i militari italiani vennero bersagliati anche con razzi anticarro portatili dei quali ne vennero contati circa 400, ai quali risposero con circa 30 000 colpi di armi leggere ed alcuni missili, oltre ad alcuni colpi delle blindo Centauro; gli osservatori annotarono come i miliziani avessero preso varie ambulanze dagli ospedali e le usassero per trasportare munizioni verso le loro postazioni.
La terza battaglia si svolse dal 5 al 6 agosto 2004, sui tre ponti sull'Eufrate, denominati Alfa, Bravo e Charlie (le prime tre lettere dell'alfabeto fonetico NATO), per ripristinare l'accesso alla città da parte dei rifornimenti per la cittadinanza, interdetti dai miliziani; l'azione venne affidata ad un gruppo tattico rinforzato della task force denominata Serenissima. All'epoca la base Libeccio, che fino all'attentato ospitava insieme alla base Maestrale la presenza operativa italiana in città, era stata già evacuata, ma venne per l'occasione rioccupata dalla 3ª compagnia dei Lagunari che la presidiarono insieme al ponte Alfa nonostante venissero bersagliati da bombe da mortaio e armi leggere durante l'avvicinamento. Da parte italiana vennero impiegati visori termici e granate illuminanti per individuare con precisione i punti di partenza dei colpi, in piena zona residenziale e quindi con rischio per la popolazione, insieme a due elicotteri Mangusta che dall'alto fornivano informazioni e protezione. Questo non impedì un episodio che fu successivamente oggetto di inchiesta della procura militare e di articoli sui mezzi di informazione: un veicolo, che cercava di attraversare uno dei ponti forzando il posto di blocco italiano sull'accesso opposto a quello di provenienza, fu ritenuto una autobomba e fatto bersaglio di colpi da parte dei militari italiani che lo presidiavano ed esplose catastroficamente uccidendo i passeggeri tra cui una donna incinta. Secondo una ricostruzione l'indagine della procura militare italiana accertò che il veicolo era un'ambulanza e l'esplosione fu dovuta anche ad una bombola di ossigeno trasportata su di esso, ma i militari interrogati avevano in precedenza smentito di aver visto lampeggiatori e segnali di soccorso e affermato di essere stati oggetto di colpi di arma da fuoco. Successivamente un'altra ricostruzione citò documenti pubblicati su Wikileaks che smentivano appunto l'uso di armi da fuoco da bordo dell'ambulanza ma confermavano che fosse stata trasformata in autobomba e che non si fermò al posto di blocco.
Nel complesso le battaglie portarono alla perdita del complesso logistico "Libeccio" e alla ritirata dell'esercito del Mahdi dalla città.

## Caduti in Iraq
- 12 novembre 2003, Nassiriya, M.C. Silvio Olla del 151° Rgt fanteria Sassari più altri 18 tra carabinieri e civili italiani.
- 17 maggio 2004, Nassiriya, 1º caporal maggiore Matteo Vanzan.
- 5 luglio 2004, caporal maggiore scelto Antonio Tarantino.
- 14 luglio 2004, Nassiriya, sergente Davide Casagrande.
- 21 gennaio 2005, Nassiriya, maresciallo capo Simone Cola.
- 4 marzo 2005, Baghdad, Nicola Calipari.
- 14 marzo 2005, Nassiriya, sergente Salvatore Domenico Marracino.
- 30 maggio 2005, Nassiriya, 1º maresciallo Massimiliano Biondini.
- 30 maggio 2005, maggiore Marco Briganti
- 30 maggio 2005, maresciallo ordinario Marco Cirillo.
- 30 maggio 2005, colonnello Giuseppe Lima.
- 27 aprile 2006, Nassiriya, maggiore Nicola Ciardelli.
- 27 aprile 2006, Nassirya, maresciallo Carlo De Trizio(carabiniere).
- 27 aprile 2006, maresciallo capo Franco Lattanzio(carabiniere).
- 7 maggio 2006, Nassiriya, maresciallo capo Enrico Frassanito.
- 5 giugno 2006, Nassiriya, 1º caporal maggiore Alessandro Pibiri.
- 21 settembre 2006, Nassiriya, 1º caporal maggiore Massimo Vitaliano.

## La fine della missione
I miliziani continuarono a combattere su scala minore con operazione di guerriglia perdendo sempre più uomini, mezzi e territori. La missione terminò il 1º dicembre 2006. L'operazione di rientro in patria venne chiamata Operazione Itaca.